# Liste der Bodendenkmäler in Abensberg
Auf dieser Seite sind die Bodendenkmäler in der niederbayerischen Stadt Abensberg zusammengestellt. Diese Tabelle ist eine Teilliste der Liste der Bodendenkmäler in Bayern. Grundlage ist die Bayerische Denkmalliste, die auf Basis des Bayerischen Denkmalschutzgesetzes vom 1. Oktober 1973 erstmals erstellt wurde und seither durch das Bayerische Landesamt für Denkmalpflege geführt wird. Die folgenden Angaben ersetzen nicht die rechtsverbindliche Auskunft der Denkmalschutzbehörde.

## Bodendenkmäler der Stadt Abensberg

### Bodendenkmäler im Ortsteil Abensberg
| Lage                                       | Objekt | Akten-Nr.     | Bild                       |
| ------------------------------------------ | --- | ------------- | -------------------------- |
| Abensberg (Standort)                       | Ehem. Befestigung des Mittelalters. Siehe: Turmhügel im Welschenholz. | D-2-7136-0001 |                            |
| Abensberg (Standort)                       | Verebnete Grabhügel vorgeschichtlicher Zeitstellung. Siedlung der Altheimer Gruppe, der Bronzezeit, Urnenfelderzeit, Latène- und römischen Kaiserzeit. Verhüttungsplatz der Latènezeit. | D-2-7136-0002 |                            |
| Abensberg (Standort)                       | Siedlung vor- und frühgeschichtlicher Zeitstellung. | D-2-7136-0006 |                            |
| Abensberg (Standort)                       | Verebnete Grabhügel vorgeschichtlicher Zeitstellung. | D-2-7136-0007 |                            |
| Abensberg (Standort)                       | Siedlung vor- und frühgeschichtlicher Zeitstellung. | D-2-7136-0008 |                            |
| Abensberg (Standort)                       | Verebnete Grabhügel der mittleren Bronzezeit, Siedlung vor- und frühgeschichtlicher Zeitstellung. | D-2-7136-0009 |                            |
| Abensberg (Standort)                       | Siedlung vor- und frühgeschichtlicher Zeitstellung und verebnete vorgeschichtliche Grabhügel. | D-2-7136-0010 |                            |
| Abensberg (Standort)                       | Siedlung vor- und frühgeschichtlicher Zeitstellung. | D-2-7136-0011 |                            |
| Abensberg (Standort)                       | Verebnete Grabhügel vorgeschichtlicher Zeitstellung. | D-2-7136-0237 |                            |
| Abensberg (Standort)                       | Siedlung der mittleren Bronzezeit. | D-2-7136-0270 |                            |
| Abensberg (Standort)                       | Turmhügel des Mittelalters. | D-2-7137-0001 |                            |
| Abensberg (Standort)                       | Frühmittelalterliches Reihengräberfeld. | D-2-7137-0002 |                            |
| Abensberg (Standort)                       | Siedlung der mittleren Bronzezeit. | D-2-7137-0003 |                            |
| Abensberg (Standort)                       | Verebnetes Grabenwerk und Siedlung vor- und frühgeschichtlicher Zeitstellung. | D-2-7137-0007 |                            |
| Abensberg (Standort)                       | Siedlung vor- und frühgeschichtlicher Zeitstellung. | D-2-7137-0010 |                            |
| Abensberg (Standort)                       | Verebnete Grabhügel vorgeschichtlicher Zeitstellung. | D-2-7137-0012 |                            |
| Abensberg (Standort)                       | Siedlung vor- und frühgeschichtlicher Zeitstellung. | D-2-7137-0013 |                            |
| Abensberg (Standort)                       | Siedlung vor- und frühgeschichtlicher Zeitstellung. | D-2-7137-0015 |                            |
| Abensberg (Standort)                       | Siedlung vorgeschichtlicher Zeitstellung. | D-2-7137-0017 |                            |
| Abensberg (Standort)                       | Verebnete vorgeschichtliche Grabhügel und Siedlung vor- und frühgeschichtlicher Zeitstellung. | D-2-7137-0201 |                            |
| Abensberg (Standort)                       | Verebnete Viereckschanze der späten Latènezeit. | D-2-7137-0225 |                            |
| Abensberg Adolf-Kolping-Platz 1 (Standort) | Karmelitenkloster Abensberg Untertägige mittelalterliche und frühneuzeitliche Befunde im Bereich des ehemaligen Karmeliten-Klosters mit der ehemalige Karmeliten-Klosterkirche Unsere Liebe Frau in Abensberg, darunter die Spuren von Vorgängerbauten bzw. älteren Bauphasen.                  | D-2-7137-0242 | weitere Bilder             |
| Abensberg (Standort)                       | Untertägige mittelalterliche und frühneuzeitliche Siedlungsteile in der historischen Altstadt von Abensberg. | D-2-7137-0246 |                            |
| Abensberg (Standort)                       | Pfarrkirche St. Barbara Untertägige mittelalterliche und frühneuzeitliche Befunde im Bereich der Katholischen Pfarrkirche St. Barbara in Abensberg, darunter die Spuren von Vorgängerbauten bzw. älteren Bauphasen sowie der aufgelassene historische Ortsfriedhof.                             | D-2-7137-0247 | weitere Bilder             |
| Abensberg Aventinusplatz 6 (Standort)      | Burg Abensberg Untertägige mittelalterliche und frühneuzeitliche Befunde im Bereich des Schlosses in Abensberg, zuvor mittelalterliche Burg. | D-2-7137-0248 | weitere Bilder             |
| Abensberg (Standort)                       | Untertägige Befunde im Bereich der spätmittelalterlichen Stadtbefestigung von Abensberg. | D-2-7137-0249 |                            |
| Abensberg (Standort)                       | Untertägige Befunde im Bereich des abgebrochenen Abenstores der spätmittelalterlichen Befestigung von Abensberg. | D-2-7137-0250 | Bodendenkmal D-2-7137-0250 |
| Abensberg (Standort)                       | Untertägige Befunde des abgebrochenen Aunkofener Tores der spätmittelalterlichen Befestigung von Abensberg. | D-2-7137-0251 |                            |
| Abensberg (Standort)                       | Untertägige Befunde im Bereich des Regensburger Tores der spätmittelalterlichen Befestigung von Abensberg. | D-2-7137-0252 | Bodendenkmal D-2-7137-0252 |
| Abensberg Allersdorf 5 (Standort)          | Wallfahrtskirche Allersdorf Untertägige mittelalterliche und frühneuzeitliche Befunde im Bereich der Katholischen Wallfahrtskirche Mariä Himmelfahrt mit Kapellenkranz, Bründlkapelle und Wallfahrtspriesterhaus in Allersdorf, darunter die Spuren von Vorgängerbauten bzw. älteren Bauphasen. | D-2-7137-0254 | weitere Bilder             |
| Abensberg (Standort)                       | Mittelalterliche bzw. neuzeitliche Wüstung Schwaigholzen. Siehe auch: Wüstung | D-2-7137-0255 |                            |
| Abensberg (Standort)                       | Mittelalterliche bzw. neuzeitliche Wüstung Bruckhof. | D-2-7137-0258 |                            |
| Abensberg (Standort)                       | Untertägige mittelalterliche und frühneuzeitliche Befunde im Bereich der Katholischen Kirche Mariä Himmelfahrt (Liebfrauenkirche) in Aunkofen, darunter die Spuren von Vorgängerbauten bzw. älteren Bauphasen sowie der aufgelassene historische Ortsfriedhof.                                  | D-2-7137-0262 | weitere Bilder             |
| Abensberg (Standort)                       | Untertägige mittelalterliche und frühneuzeitliche Befunde im Bereich der Katholischen Friedhofskapelle St. Peter in Aunkofen und dem ehemaligen Leprosenhaus, darunter die Spuren von Vorgängerbauten bzw. älteren Bauphasen.                                                                   | D-2-7137-0263 | weitere Bilder             |
| Abensberg (Standort)                       | Untertägige mittelalterliche und frühneuzeitliche Befunde im Bereich der Abensbrücke in Abensberg. | D-2-7137-0272 |                            |
| Abensberg (Standort)                       | Untertägige mittelalterliche und frühneuzeitliche Befunde im Bereich des ehemaligen Badhauses (Schwefelbad) in Abensberg. | D-2-7137-0279 |                            |

### Bodendenkmäler im Ortsteil Arnhofen
| Lage                             | Objekt | Akten-Nr.     | Bild                       |
| -------------------------------- | --- | ------------- | -------------------------- |
| Arnhofen (Standort)              | Grabhügel und Siedlung vorgeschichtlicher Zeitstellung. | D-2-7137-0018 |                            |
| Arnhofen (Standort)              | Siedlung und Silexabbaurevier des Neolithikums. | D-2-7137-0021 |                            |
| Arnhofen (Standort)              | Siedlung vor- und frühgeschichtlicher Zeitstellung. | D-2-7137-0025 |                            |
| Arnhofen (Standort)              | Siedlung vor- und frühgeschichtlicher Zeitstellung. | D-2-7137-0026 |                            |
| Arnhofen (Standort)              | Siedlung vor- und frühgeschichtlicher Zeitstellung. | D-2-7137-0027 |                            |
| Arnhofen (Standort)              | Siedlung vor- und frühgeschichtlicher Zeitstellung. | D-2-7137-0028 |                            |
| Arnhofen (Standort)              | Siedlung vor- und frühgeschichtlicher Zeitstellung. | D-2-7137-0029 |                            |
| Arnhofen (Standort)              | Siedlung vor- und frühgeschichtlicher Zeitstellung. | D-2-7137-0030 |                            |
| Arnhofen (Standort)              | Siedlung vor- und frühgeschichtlicher Zeitstellung. | D-2-7137-0031 |                            |
| Arnhofen (Standort)              | Siedlung und Silexabbaustelle vor- und frühgeschichtlicher Zeitstellung. | D-2-7137-0032 |                            |
| Arnhofen (Standort)              | Siedlung, Feuerstein und verebnetes viereckiges Grabenwerk vor- und frühgeschichtlicher Zeitstellung.                                                                                 | D-2-7137-0033 |                            |
| Arnhofen (Standort)              | Siedlung vor- und frühgeschichtlicher Zeitstellung. | D-2-7137-0034 |                            |
| Arnhofen (Standort)              | Siedlung vor- und frühgeschichtlicher Zeitstellung. | D-2-7137-0222 |                            |
| Arnhofen (Standort)              | Siedlung vor- und frühgeschichtlicher Zeitstellung. | D-2-7137-0223 |                            |
| Arnhofen Kirchenweg 3 (Standort) | Untertägige mittelalterliche und frühneuzeitliche Befunde im Bereich der Katholischen Kirche St. Stephan in Arnhofen, darunter die Spuren von Vorgängerbauten bzw. älteren Bauphasen. | D-2-7137-0265 | Bodendenkmal D-2-7137-0265 |
| Arnhofen (Standort)              | Silexabbaustelle vor- und frühgeschichtlicher Zeitstellung. | D-2-7137-0329 |                            |
| Arnhofen (Standort)              | Silexabbaustelle vor- und frühgeschichtlicher Zeitstellung. | D-2-7137-0339 |                            |

### Bodendenkmäler im Ortsteil Holzharlanden
| Lage                                     | Objekt | Akten-Nr.     | Bild                       |
| ---------------------------------------- | --- | ------------- | -------------------------- |
| Holzharlanden (Standort)                 | Verebnete Viereckschanze der späten Latènezeit. | D-2-7136-0012 |                            |
| Holzharlanden (Standort)                 | Freilandstation des Paläolithikums und Siedlung des Neolithikums. | D-2-7136-0013 |                            |
| Holzharlanden (Standort)                 | Grabhügel vorgeschichtlicher Zeitstellung. | D-2-7136-0014 |                            |
| Holzharlanden (Standort)                 | Freilandstation des Paläolithikums und Mesolithikums, Siedlung des Neolithikums und der Bronzezeit.                                                                                          | D-2-7136-0015 |                            |
| Holzharlanden (Standort)                 | Grabhügel der mittleren Bronzezeit. | D-2-7137-0035 |                            |
| Holzharlanden (Standort)                 | Viereckschanze der späten Latènezeit. | D-2-7137-0037 |                            |
| Holzharlanden (Standort)                 | Dammstück der Römerstraße Eining-Regensburg. | D-2-7137-0038 |                            |
| Holzharlanden (Standort)                 | Siedlung des Neolithikums. | D-2-7137-0039 |                            |
| Holzharlanden (Standort)                 | Siedlung des Spätneolithikums. | D-2-7137-0040 |                            |
| Holzharlanden (Standort)                 | Villa rustica der römischen Kaiserzeit. | D-2-7137-0041 |                            |
| Holzharlanden (Standort)                 | Siedlung der älteren Urnenfelderzeit. | D-2-7137-0042 |                            |
| Holzharlanden (Standort)                 | Verebnetes Grabenwerk vor- und frühgeschichtlicher Zeitstellung. | D-2-7137-0044 |                            |
| Holzharlanden (Standort)                 | Siedlung vor- und frühgeschichtlicher Zeitstellung. | D-2-7137-0045 |                            |
| Holzharlanden (Standort)                 | Frühmittelalterliches Reihengräberfeld. | D-2-7137-0046 |                            |
| Holzharlanden (Standort)                 | Siedlung vor- und frühgeschichtlicher Zeitstellung. | D-2-7137-0047 |                            |
| Holzharlanden (Standort)                 | Siedlung vor- und frühgeschichtlicher Zeitstellung. | D-2-7137-0048 |                            |
| Holzharlanden (Standort)                 | Verebnete Viereckschanze der späten Latènezeit. | D-2-7137-0049 |                            |
| Holzharlanden Holzharlanden 6 (Standort) | Untertägige mittelalterliche und frühneuzeitliche Befunde im Bereich der Katholischen Kirche St. Katharina in Holzharlanden, darunter die Spuren von Vorgängerbauten bzw. älteren Bauphasen. | D-2-7137-0274 | Bodendenkmal D-2-7137-0274 |

### Bodendenkmäler im Ortsteil Hörlbach
| Lage                                 | Objekt | Akten-Nr.     | Bild |
| ------------------------------------ | --- | ------------- | ---- |
| Hörlbach (Standort)                  | Brandgräber der späten Bronzezeit und älteren Urnenfelderzeit, Siedlung vor- und frühgeschichtlicher Zeitstellung. Siehe auch: Brandgrab                                                 | D-2-7237-0001 |      |
| Hörlbach (Standort)                  | Siedlung vor- und frühgeschichtlicher Zeitstellung. | D-2-7237-0002 |      |
| Hörlbach (Standort)                  | Verebnetes viereckiges Grabenwerk vor- und frühgeschichtlicher Zeitstellung. Siehe auch: Grabenwerk                                                                                      | D-2-7237-0003 |      |
| Hörlbach (Standort)                  | Siedlung vor- und frühgeschichtlicher Zeitstellung. | D-2-7237-0004 |      |
| Hörlbach Unterhörlbach 18 (Standort) | Untertägige mittelalterliche und frühneuzeitliche Befunde im Bereich der Katholischen Kirche St. Georg in Unterhörlbach, darunter die Spuren von Vorgängerbauten bzw. älteren Bauphasen. | D-2-7237-0205 |      |

### Bodendenkmäler im Ortsteil Offenstetten
| Lage                                 | Objekt | Akten-Nr.     | Bild           |
| ------------------------------------ | --- | ------------- | -------------- |
| Offenstetten (Standort)              | Viereckschanze der späten Latènezeit. | D-2-7137-0050 |                |
| Offenstetten (Standort)              | Verebnete Grabhügel vorgeschichtlicher Zeitstellung. | D-2-7137-0051 |                |
| Offenstetten (Standort)              | Verebnete vorgeschichtliche Grabhügel und Siedlung vor- und frühgeschichtlicher Zeitstellung. | D-2-7137-0052 |                |
| Offenstetten (Standort)              | Siedlung vor- und frühgeschichtlicher Zeitstellung. | D-2-7137-0053 |                |
| Offenstetten (Standort)              | Siedlung vor- und frühgeschichtlicher Zeitstellung. | D-2-7137-0054 |                |
| Offenstetten (Standort)              | Verebnete Grabhügel vorgeschichtlicher Zeitstellung. | D-2-7137-0202 |                |
| Offenstetten (Standort)              | Siedlung vor- und frühgeschichtlicher Zeitstellung. | D-2-7137-0228 |                |
| Offenstetten Vitusplatz 1 (Standort) | Pfarrkirche St. Vitus Untertägige mittelalterliche und frühneuzeitliche Befunde im Bereich der Katholischen Pfarrkirche St. Vitus in Offenstetten, darunter die Spuren von Vorgängerbauten bzw. älteren Bauphasen. | D-2-7137-0244 | weitere Bilder |
| Offenstetten (Standort)              | Untertägige mittelalterliche und frühneuzeitliche Befunde im Bereich des ehemaligen Schlosses in Offenstetten, zuvor mittelalterliche Niederungsburg.                                                              | D-2-7137-0277 |                |
| Offenstetten (Standort)              | Mittelalterliche bzw. frühneuzeitliche Wüstung Schafhof. | D-2-7137-0324 |                |
| Offenstetten (Standort)              | Siedlung vor- und frühgeschichtlicher Zeitstellung. | D-2-7237-0005 |                |
| Offenstetten (Standort)              | Verebnete Grabhügel vorgeschichtlicher Zeitstellung. | D-2-7237-0128 |                |

### Bodendenkmäler im Ortsteil Pullach
| Lage                              | Objekt | Akten-Nr.     | Bild           |
| --------------------------------- | --- | ------------- | -------------- |
| Pullach (Standort)                | Siedlung des Neolithikums. | D-2-7137-0055 |                |
| Pullach (Standort)                | Siedlung vor- und frühgeschichtlicher Zeitstellung. | D-2-7137-0056 |                |
| Pullach (Standort)                | Siedlung vor- und frühgeschichtlicher Zeitstellung. | D-2-7137-0057 |                |
| Pullach (Standort)                | Siedlung vor- und frühgeschichtlicher Zeitstellung. | D-2-7137-0058 |                |
| Pullach (Standort)                | Siedlung vor- und frühgeschichtlicher Zeitstellung. | D-2-7137-0059 |                |
| Pullach (Standort)                | Siedlung vor- und frühgeschichtlicher Zeitstellung. | D-2-7137-0060 |                |
| Pullach (Standort)                | Verebnete Grabhügel vorgeschichtlicher Zeitstellung. | D-2-7137-0061 |                |
| Pullach (Standort)                | Siedlung und verebnetes rundes Grabenwerk vor- und frühgeschichtlicher Zeitstellung. | D-2-7137-0062 |                |
| Pullach (Standort)                | Siedlung vor- und frühgeschichtlicher Zeitstellung. | D-2-7137-0063 |                |
| Pullach (Standort)                | Siedlung vor- und frühgeschichtlicher Zeitstellung. | D-2-7137-0064 |                |
| Pullach (Standort)                | Siedlung vor- und frühgeschichtlicher Zeitstellung. | D-2-7137-0065 |                |
| Pullach (Standort)                | Siedlung vor- und frühgeschichtlicher Zeitstellung. | D-2-7137-0066 |                |
| Pullach (Standort)                | Siedlung vor- und frühgeschichtlicher Zeitstellung. | D-2-7137-0067 |                |
| Pullach (Standort)                | Siedlung vor- und frühgeschichtlicher Zeitstellung. | D-2-7137-0068 |                |
| Pullach (Standort)                | Siedlung vor- und frühgeschichtlicher Zeitstellung. Schlagplatz des Neolithikums. | D-2-7137-0069 |                |
| Pullach (Standort)                | Siedlung vor- und frühgeschichtlicher Zeitstellung. | D-2-7137-0070 |                |
| Pullach (Standort)                | Siedlung vor- und frühgeschichtlicher Zeitstellung. | D-2-7137-0071 |                |
| Pullach (Standort)                | Siedlung vor- und frühgeschichtlicher Zeitstellung. | D-2-7137-0224 |                |
| Pullach Herrenstraße 3 (Standort) | Untertägige mittelalterliche und frühneuzeitliche Befunde im Bereich der Katholischen Pfarrkirche St. Nikolaus in Pullach, darunter die Spuren von Vorgängerbauten bzw. älteren Bauphasen. | D-2-7137-0269 | weitere Bilder |
| Pullach (Standort)                | Station des Paläolithikums und Siedlung des Neolithikums. | D-2-7137-0332 |                |
| Pullach (Standort)                | Station des Jung- oder Spätpaläolithikums. | D-2-7137-0333 |                |

### Bodendenkmäler im Ortsteil Sandharlanden
| Lage                                  | Objekt | Akten-Nr.     | Bild           |
| ------------------------------------- | --- | ------------- | -------------- |
| Sandharlanden (Standort)              | Siedlung der römischen Kaiserzeit. | D-2-7136-0016 |                |
| Sandharlanden (Standort)              | Siedlung vor- und frühgeschichtlicher Zeitstellung. | D-2-7136-0017 |                |
| Sandharlanden (Standort)              | Siedlung vor- und frühgeschichtlicher Zeitstellung. | D-2-7136-0018 |                |
| Sandharlanden (Standort)              | Siedlung vor- und frühgeschichtlicher Zeitstellung. | D-2-7136-0019 |                |
| Sandharlanden (Standort)              | Siedlung vor- und frühgeschichtlicher Zeitstellung. | D-2-7136-0020 |                |
| Sandharlanden (Standort)              | Siedlung vor- und frühgeschichtlicher Zeitstellung und verebnete vorgeschichtliche Grabhügel. | D-2-7136-0232 |                |
| Sandharlanden (Standort)              | Siedlung vor- und frühgeschichtlicher Zeitstellung. | D-2-7136-0233 |                |
| Sandharlanden Kirchplatz 5 (Standort) | Untertägige mittelalterliche und frühneuzeitliche Befunde im Bereich der Katholischen Kirche St. Gallus in Sandharlanden, darunter die Spuren von Vorgängerbauten bzw. älteren Bauphasen sowie der aufgelassene historische Ortsfriedhof. | D-2-7136-0258 | weitere Bilder |
| Sandharlanden (Standort)              | Grabhügel vorgeschichtlicher Zeitstellung. | D-2-7137-0072 |                |
| Sandharlanden (Standort)              | Grabhügel der mittleren Bronzezeit. | D-2-7137-0073 |                |
| Sandharlanden (Standort)              | Grabhügel vorgeschichtlicher Zeitstellung. | D-2-7137-0074 |                |
| Sandharlanden (Standort)              | Siedlung vor- und frühgeschichtlicher Zeitstellung. | D-2-7137-0075 |                |

### Bodendenkmäler im Ortsteil Staubing
| Lage                | Objekt                                       | Akten-Nr.     | Bild |
| ------------------- | -------------------------------------------- | ------------- | ---- |
| Staubing (Standort) | Dammstück der Römerstraße Eining-Regensburg. | D-2-7136-0023 |      |

### Bodendenkmäler im Ortsteil Teuerting
| Lage                 | Objekt                        | Akten-Nr.     | Bild |
| -------------------- | ----------------------------- | ------------- | ---- |
| Teuerting (Standort) | Siedlung der Urnenfelderzeit. | D-2-7137-0191 |      |

### Bodendenkmäler im Ortsteil Thaldorf
| Lage                | Objekt                                       | Akten-Nr.     | Bild |
| ------------------- | -------------------------------------------- | ------------- | ---- |
| Thaldorf (Standort) | Dammstück der Römerstraße Eining-Regensburg. | D-2-7137-0245 |      |

### Bodendenkmäler im Ortsteil Weltenburg
| Lage                  | Objekt                                               | Akten-Nr.     | Bild |
| --------------------- | ---------------------------------------------------- | ------------- | ---- |
| Weltenburg (Standort) | Verebnete Grabhügel vorgeschichtlicher Zeitstellung. | D-2-7136-0058 |      |
| Weltenburg (Standort) | Grabhügel vorgeschichtlicher Zeitstellung.           | D-2-7137-0036 |      |